# Pleromelloida smithi
Pleromelloida smithi är en fjärilsart som beskrevs av Barnes och Benjamin 1922. Pleromelloida smithi ingår i släktet Pleromelloida och familjen nattflyn. Inga underarter finns listade i Catalogue of Life.